# Erythrina folkersii
Para a ave com o mesmo nome veja Bico de lacre
O bico-de-lacre (Erythrina folkersii Krukoff & Mold.) é uma árvore da família Fabaceae.